# Малое Лошаково
Малое Лошаково — деревня в Бологовском районе Тверской области, входит в состав Березорядского сельского поселения.

## География
Деревня находится в северной части Тверской области на расстоянии приблизительно 31 км на северо-восток по прямой от районного центра города Бологое на правом берегу реки Березайка.

## История
В 1879 году в деревне числилось 20 дворов, в 1909 — 33 дома. В советский период истории здесь действовали колхоз «Воля» и совхоз «Сеглинский».

## Население
Численность населения: 60 человек (1879 год), 86 (1911), 5 (русские 100 %) в 2002 году, 1 в 2010.